# Eupatorium polycladum
Eupatorium polycladum là một loài thực vật có hoa trong họ Cúc. Loài này được Dusén mô tả khoa học đầu tiên.